# Bröderna (sällskap)
Bröderna i Böödalen var ett sällskap i Göteborg som bildades av skeppsredaren Werner Lundqvist (1868-1943). 1903 hade han och hans hustru Anna (född Ahrenberg) flyttat in i huset Villa Soltorpet, som ligger i Bö, Göteborg. Skisserna till huset utfördes i oktober 1902 av Göteborgsarkitekten Georg Nordström (1874-1907). Huset inreddes och dekorationsmålades av den danske konstnären Ole Kruse (1868-1948). 
Ole Kruse var en av de tidigaste medlemmarna i sällskapet Bröderna, som Werner Lundqvist alltså bildade strax efter inflyttningen till Soltorpet. Bröderna var en sammanslutning av hantverkare, tänkare och några andra som bodde i området och som tänkte i samma banor. Sällskapet varade från 1905 till strax innan Werner Lundqvists död 1943. Oftast sammanträdde man på Villa Soltorpet, särskilt i Brödrarummet som inreddes 1908. En av de flitigaste medlemmarna var Gustaf von Holten (1873-1958). Han verkade som sekreterare i sällskapet hela tiden. Han såg till att utdrag ur de handpräntade Krönikorna blev tryckta. Originalskrifterna finns bevarade på Göteborgs konstmuseum. Det finns ett dussin tryckta skrifter med utdrag ur de samtal, som Bröderna förde om Örgryte, Göteborg, resor, hantverket och livet. Där används endast yrkespseudonymer. 
Werner Lundqvist fick antagligen impulsen från sällskapet att ge konstverken i Brödrarummet, Ole Kruses "Livets träd" och andra verk av denne konstnär, i donation till Göteborgs konstmuseum.